# 篠宮愼一
篠宮 愼一（しのみや しんいち、 1958年12月7日 - ）は、東京都出身の元プロ野球審判員。

## 来歴・人物
東京都立東大和高校卒業、立正大学入学後、中野郵便局勤務のかたわら東京都高野連公認審判を経て在学中に首都大学野球連盟公認審判員となり、1982年からセントラル・リーグ審判員となる。審判員袖番号は15。1997年に持病の腰痛が悪化してプロ野球審判業を引退。通算出場試合数は447試合。引退後は「プロ野球OBクラブ会審判技術委員」「調布市少年野球連盟審判部長」「エバーグリーン審判協会技術指導副部長」などを務める。

## 著書
- 『誰も知らないプロ野球「審判」というお仕事』（祥伝社、2009年）ISBN 978-4-396-62039-4

## 出演
- ヨソで言わんとい亭〜ココだけの話が聞ける（秘）料亭〜（2015年1月15日）
- 球辞苑（2017年3月11日）